# Iron Mountain Road

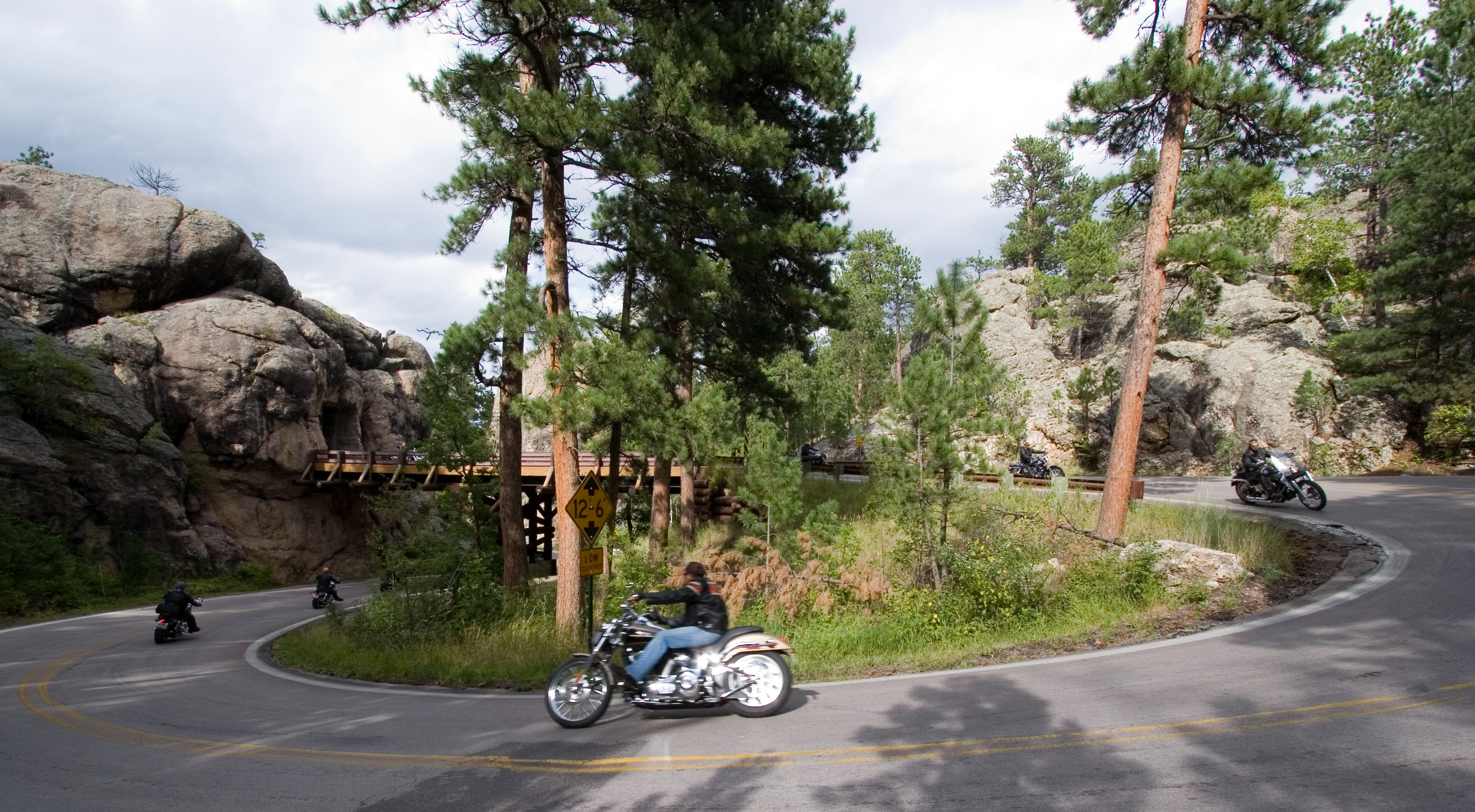
Pont en spirale avec l'entrée du tunnel

La route appelée Iron mountain road est une portion de la U.S. Route 16A située dans le Dakota du Sud aux États-Unis dans la région des Black Hills. Elle a été créée par le sénateur Peter Norbeck comme une route touristique reliant Custer à Keystone.
Longue de 27 km, elle comporte :
- 314 virages,
- 3 ponts en spirale,
- 3 tunnels à voie unique,
- 14 zones en forme de montagnes russes,
- 2 zones à voie unique resserrée (une dans chaque sens).

Par endroits très étroite, la vitesse y est limitée à 56 km/h dans la traversée du Parc d'État Custer. À son point culminant, un point de vue permet de voir le Mont Rushmore. Elle est souvent fermée en hiver.